# Alexandra Stréliski

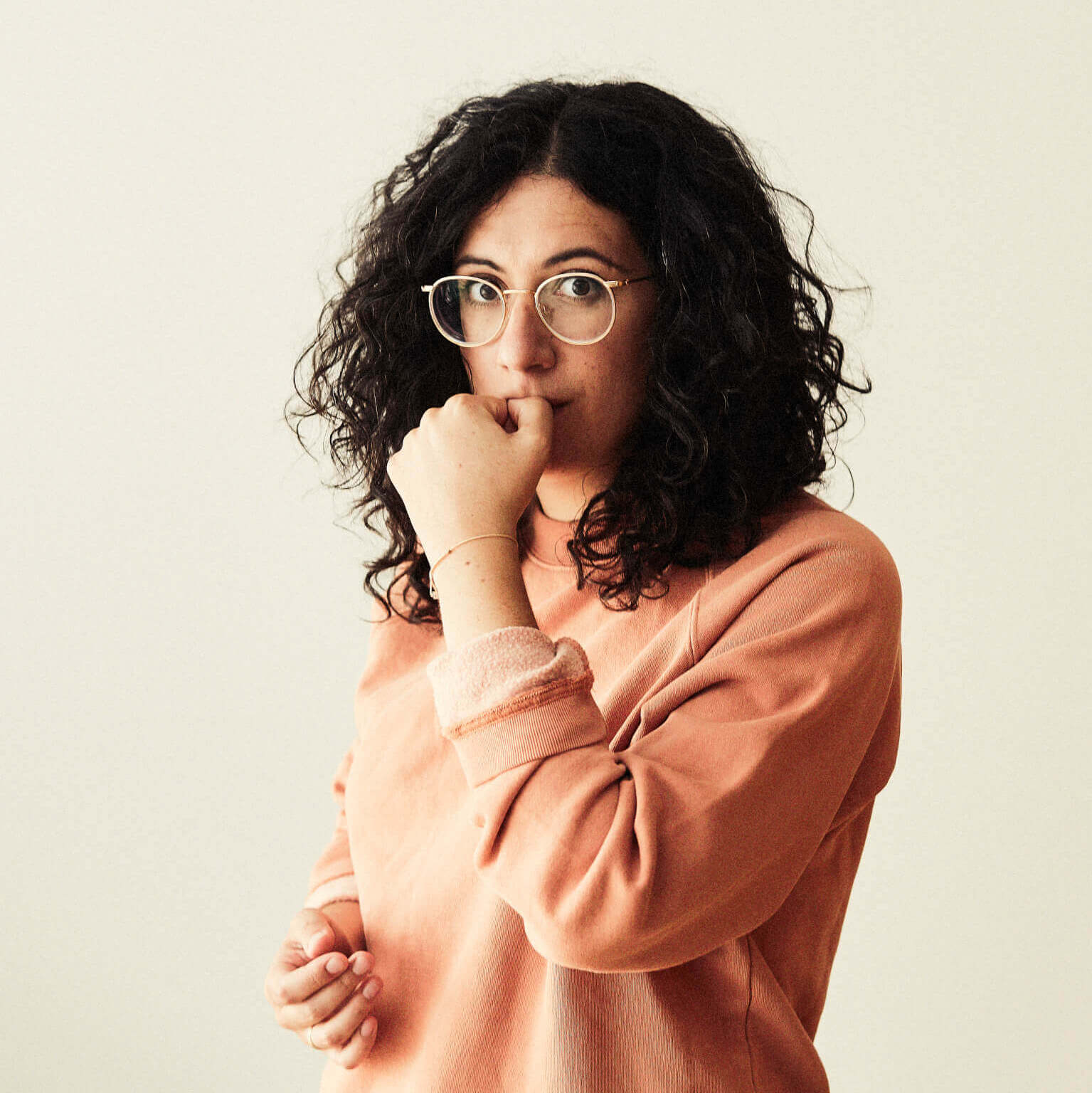
Alexandra Stréliski (2021)

Alexandra Stréliski (* 15. Januar 1985 in Montreal) ist eine kanadische Pianistin und Komponistin.

## Leben
Alexandra Stréliski ist die Tochter von Jean-Jacques Stréliski, der in der Werbung tätig ist, und dessen Frau Luce Richard. Sie ist die jüngere Schwester der Komikerin Léa Stréliski.
Sie studierte Klavier am Konservatorium der McGill University und an der University of Montreal. In dieser Zeit begann sie auch zu komponieren und entwickelte einen Stil, der eine Mischung aus Pop und Klassik darstellt, vergleichbar den Werken von Max Richter oder Ludovico Einaudi.
Ihre Kompositionen wurden verschiedentlich als Filmmusik verwendet, darunter für Die Pee-Wees – Rivalen auf dem Eis (2012), Dallas Buyers Club (2013) und Demolition – Lieben und Leben (2015).
Alexandra Stréliski lebt seit 2020 in Rotterdam.

## Auszeichnungen
2019: Félix Award

## Diskographie
- 2010: Pianoscope – City Secret Records
- 2018: Inscape – City Secret Records
- 2023: Néo-Romance – Xxim (Sony Music)

## Filmografie
- 2023: Irenas Geheimnis (Irena’s Vow / Przysięga Ireny)